# Новий Ізраїль
Новий Ізраїль — секта, що виникла на початку XX століття з пізнього хлистівства, але відрізняється від нього по ряду ознак.

Вчення секти визнавало існування єдиного живого Бога, при цьому заперечувалася таємниця Бога і проповідувалася відмова від багатьох обмежень, що накладаються традицією христовіри. Тому послідовникам дозволялося вживати в їжу практично все, включаючи м'ясо. Церковне вінчання замінювалося цивільним шлюбом.

Засновником і керівником новоізраїльтян був селянин Воронезької губернії Василь Семенович Лубков, який оголосив себе «живим богом» і «царем 21-го століття».

## Історія
- У 1891 році Лубков, якому було 22 роки, оголосив себе «живим богом» і взяв керівництво церквою на себе.
- У 1905 році під його керівництвом церква перевела свій центр в Ростов-на-Дону, і пізніше розповсюдила свій вплив на південь Росії.
- У 1911 році Лубков відвідав США, щоб знайти притулок для своїх послідовників, але вирішив, що країна не підходить для його цілей. В цей же час він познайомився з уругвайським консулом Хосе Річлінгом.
- У 1912 році два представника президента Уругваю Хосе Батл і Ордоньес відвідали Кавказ, щоб подивитися на потенційних іммігрантів. Вони високо оцінили роботи і здатності послідовників.
- У 1913 році кораблі «18 de Julio» (18 липня) і «Taongarupa» (Таонґарупа) привезли три сотні сімей на берег річки Уругвай, в 164-х кілометрах від Монтевідео.
- З 1913 по 1914 рік приблизно дві тисячі послідовників під проводом Лубкова іммігрували в Уругвай і побудували фермерське місто Сан-Хав'єр.
- До кінця 1920-х років, більшість російських переселенців вийшло з-під контролю Лубкова.
- Лубков вирішив повернутися в СРСР, оселившись з прибічниками в низов'ях р. Манич, в селі Червоний Жовтень, Ростовська область, РРФСР. Після початку сталінських репресій (1933-37) Лубков і близькі йому члени секти були репресовані.
- Близько 1940 року від Нового Ізраїлю відгалузилися секта Новохристиянський союз (1000 адептів в Краснодарському і Ставропольському краях).